# John Evan Baldwin
John Evan Baldwin FRS (6 de dezembro de 1931 — 7 de dezembro de 2010) foi um astrônomo britânico.